# La Diat
La Diat is een dorpje in de Franse gemeente Saint-Pierre-de-Chartreuse, departement Isère, regio Auvergne-Rhône-Alpes. Het ligt juist westelijk van de plaats Saint-Pierre-de-Chartreuse.